# Synamphisopus doegi
Synamphisopus doegi is een pissebed uit de familie Phreatoicopsidae. De wetenschappelijke naam van de soort is voor het eerst geldig gepubliceerd in 2002 door Wilson & Keable.